# 정발초등학교
정발초등학교(鼎鉢初等學校)는 대한민국 경기도 고양시 일산동구  마두동 강송로 190에 있는 공립 초등학교이다.

## 학교 연혁
- 1993.03.01. 정발국민학교 개교(13학급)
- 1993.03.01. 초대 노광열 교장 취임
- 1994.01.31. 제2대 정연호 교장 취임
- 1996.03.01. 정발초등학교로 학교명칭 변경
- 1997.09.01. 제3대 김무경 교장 취임
- 2003.09.01. 제4대 김정태 교장 취임
- 2010.03.01. 제6대 한철연 교장 취임
- 2014.03.01. 제7대 김명수 교장 취임
- 2017.03.01. 제8대 안종갑 교장 취임
- 2022.03.01. 제9대 김미정 교장 취임
- 2023.01.06. 제30회 졸업식
- 2024.09.01. 제10대 강윤정 교장 취임